# Ōta
Pour les articles homonymes, voir Ota.
Ōta (大田区, Ōta-ku) est un des vingt-trois arrondissement spéciaux (特別区, tokubetsu-ku) formant Tokyo, au Japon.

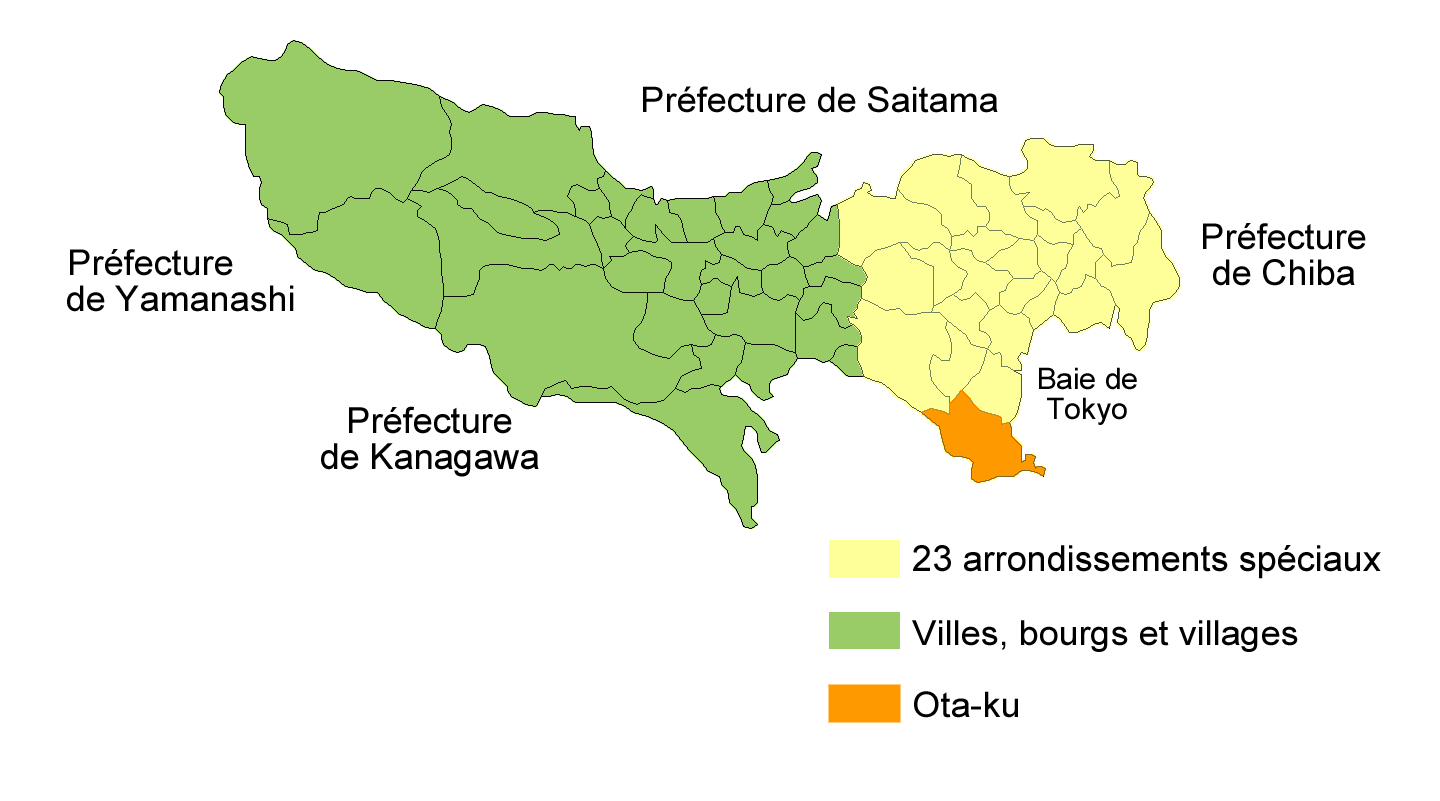
Situation d'Ōta-ku dans la préfecture de Tokyo.

L'arrondissement a été fondé le 15 mars 1947 par la fusion des arrondissements d'Ōmori et Kamata.
La population de l'arrondissement est de 677 341 habitants pour une superficie de 59,46 km2 (2008).
L'aéroport international Haneda de Tokyo se situe dans l'arrondissement d'Ōta.

## Quartiers

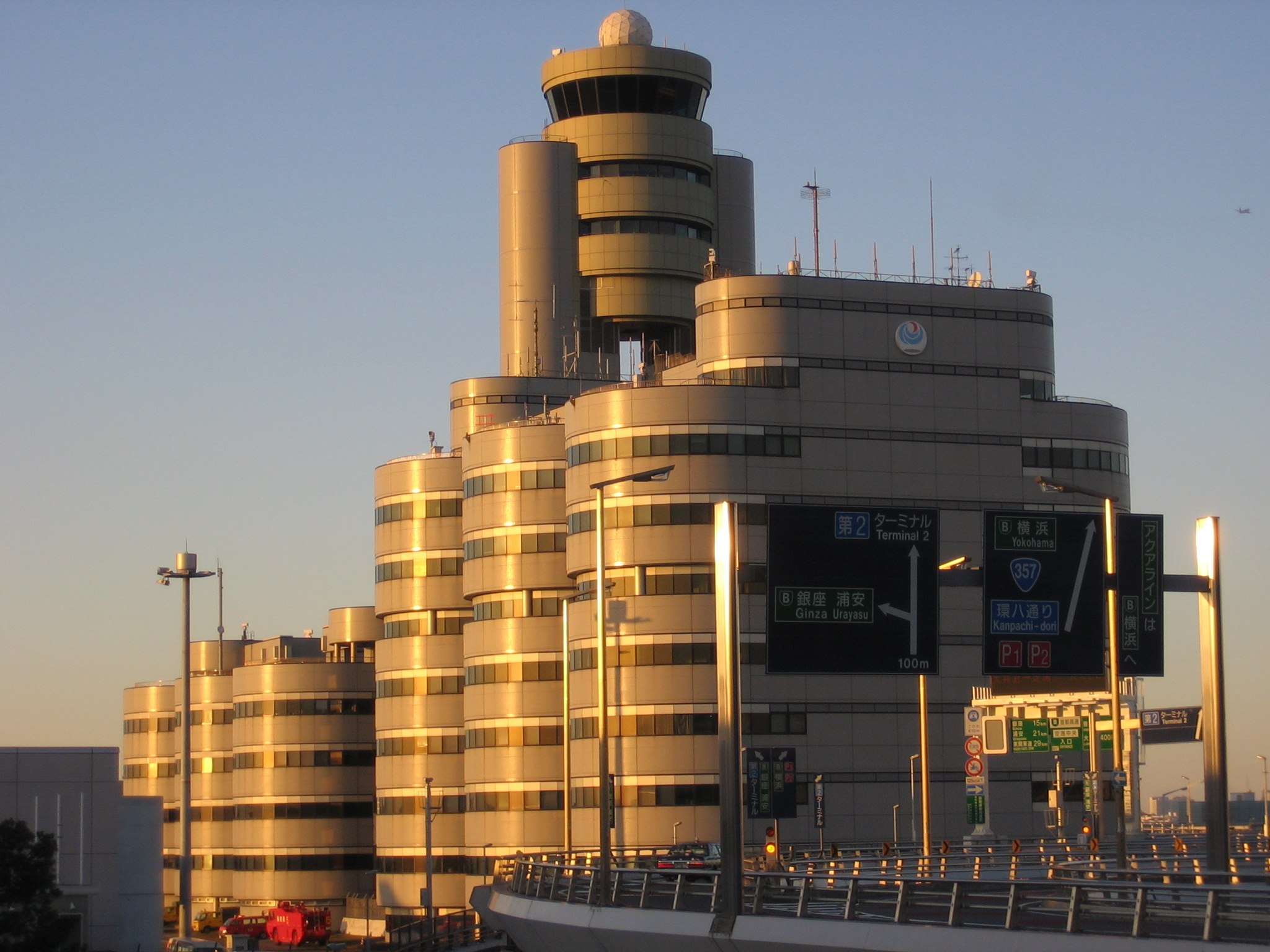
L'aéroport international de Tokyo Haneda.

- Ōmori ;
- Ikegami ;
- Magome ;
- Kamata ;
- Haneda, où se trouve l'aéroport ;
- Kitasenzoku.

## Personnalités nées à Ōta
- Miwa Fukuhara (1944-), patineuse artistique ;
- Tsutomu Hata (1935-2017), 80e Premier ministre du Japon ;
- Akira Kurosawa (1910-1998), réalisateur ;
- Kosuke Onose (1993-), joueur de football ;
- Mamoru Oshii (1951-), réalisateur et scénariste ;
- Kenjirō Shinozuka (1948-2024), pilote de rallye ;
- Karina Maruyama (1983-), footballeuse ;
- Kōtarō Sakurai (1994-), pilote de voiture de course ;
- Seika Kuze (1965-), actrice.